# كالفين شابمان
كالفين شابمان (بالإنجليزية: Calvin Chapman)‏ هو لاعب كرة قاعدة أمريكي، ولد في 20 ديسمبر 1910 في كورتلاند في الولايات المتحدة، وتوفي في 1 أبريل 1983 في بيتسفيل في الولايات المتحدة.

## وصلات خارجية
- كالفين شابمان على موقعبيزبول رفرنس.كوم (الدوري الرئيسي) (الإنجليزية)
- كالفين شابمان على موقعبيزبول رفرنس.كوم (الدوري الثانوي) (الإنجليزية)